# Clytoctantes
A Clytoctantes a madarak osztályának verébalakúak (Passeriformes) rendjébe és a hangyászmadárfélék (Thamnophilidae) családjába tartozó nem.

## Rendszerezésük
A nemet Daniel Giraud Elliot írta le 1870-ben, az alábbi 2 faj tartozik ide:
- Clytoctantes alixii
- Clytoctantes atrogularis

## Előfordulásuk
Dél-Amerika területén honosak. A természetes élőhelyük a szubtrópusi vagy trópusi esőerdők.

## Megjelenésük
Testhossza 16–17 centiméter közötti.